# Gare de Sakuranomiya
La gare de Sakuranomiya (桜ノ宮, Sakuranomiya-eki) est une gare ferroviaire de la ville d'Osaka au Japon. Elle est située dans l'arrondissement de Miyakojima. La gare est gérée par la JR West.

## Situation ferroviaire
La gare de Sakuranomiya est située au point kilométrique (PK) 19,3 de la ligne circulaire d'Osaka.

## Histoire
La gare a été inaugurée le 27 avril 1898.

## Service des voyageurs

### Accès et accueil
La gare dispose d'un bâtiment voyageurs, avec guichet, ouvert tous les jours.

### Desserte
- Ligne circulaire d'Osaka.
  - voie 1 : direction Osaka et Nishikujō
  - voie 2 : direction Kyōbashi et Tsuruhashi

## Dans les environs
- Rivière Kyū-Yodo
- Monnaie du Japon
- OAP Tower